# Walter Chalá
Walter Leodan Chalá Vásquez, mais conhecido como Walter Chalá (Valle del Chota, 24 de fevereiro de 1992), é um futebolista equatoriano que atua como atacante. Atualmente, joga pelo Neftekhimik Nizhnekamsk.